# Lux Occulta
A Lux Occulta (latinul: "rejtett fény") lengyel avantgárd/progresszív/szimfonikus black metal együttes. 1994-ben alakultak meg Dukla városában.

## Tagok
- Jaroslaw Szubrycht - ének (1994-2002, 2011-)
- Jerzy Glód - billentyűk (1994-2002, 2011-)
- Waclaw Kieltyka - gitár (1998-2002, 2011-)
- Maciek Tomczyk - ritmusgitár (2012-)

## Korábbi tagok
- Aemil - dob (1994-1996)
- Gregorz Kaplon - gitár (1994-1998)
- Jackie - basszusgitár (1994-1998)
- Piotr Szczurek - ritmusgitár (1994-2001)
- Krzysztof Szantula - dob (1996-2001)
- Marcin Rygiel - basszusgitár (1998-2002)
- Rafal Kastory - ritmusgitár (2001-2002)

## Diszkográfia
- Forever Alone, Immortal (1996)
- Dionysos (1997)
- My Guardian Anger (1999)
- The Mother and the Enemy (2001)
- Kolysanski (2014)

## Egyéb kiadványok
- The Forgotten Arts (demó, 1995)
- Maior Arcana: The Words That Turn Flesh into Light (válogatáslemez, 1998)